# 910

## Esdeveniments
- Fundació de l'Abadia de Cluny (909, segons altres fonts).

## Naixements
- Edwiga de Saxònia, filla d'Enric I d'Alemanya, germana d'Otó I, muller d'Hug el Gran i mare d'Hug Capet.
- Lorena - Adalbert de Magdeburg, arquebisbe de Magdeburg (Saxònia-Anhalt), apòstol dels eslaus i els russos.

## Necrològiques
- 22 de juny - Gerard I de Metz, comte de Metz.
- Alfons III el Magne, rei d'Astúries.
- Llop I de Bigorra, comte de Bigorra.